# Apollophanes punctatus
Apollophanes punctatus is een spinnensoort in de taxonomische indeling van de renspinnen (Philodromidae).
Het dier behoort tot het geslacht Apollophanes. De wetenschappelijke naam van de soort werd voor het eerst geldig gepubliceerd in 1948 door Elizabeth Bangs Bryant.